# 宫保鸡丁
宫保鸡丁是源於黔菜、流傳至山東而後成於川菜的一道川味菜餚，呈糊辣荔枝味。贵州、山东和四川三地对这道菜的做法不完全一样，称呼也有差异。贵州稱為糊辣子鸡丁，山东则名為酱爆鸡丁，而四川就是以宫保鸡丁為名。

## 来历
相傳宮保雞丁是清朝光緒時期四川總督丁寶楨所發明，是他招待客人時叫家廚煮的菜餚。由於丁寶楨时任東宮少保（太子少保），所以被稱為「丁宮保」，而這道菜亦被稱為「宮保雞丁」。

## 烹调
宫保鸡丁的主料是鸡肉，辅料为花生、葱段以及香辛料。由于流传范围较广，各地做法不尽相同。
正宗川菜版宫保鸡丁用的是鸡腿肉，由于鸡脯肉不容易入味，炒出来鸡肉容易嫩滑不足，需要在码味上浆之前，用刀背将鸡肉拍打几下，或者放入一只蛋白，这样的鸡肉会更加嫩滑。川菜版宫保鸡丁原料中必须使用油酥花生米和乾辣椒节，味必须是糊辣荔枝（酸甜）味，辣椒节炸香，突出糊辣味。新派的宫保鸡丁会加入莴笋。
北京版的宫保鸡丁接近川菜，但无莴笋，主料为京葱、花生、鸡腿肉。味型为酸甜口，辣椒与花椒仅仅增加味道的层次感，但却并无真正的辣味。宫保鸡丁在北京各大家常饭店里都有，做法也相对一致。成品色泽鲜亮，鸡肉口感滑嫩，备受京城普通老百姓欢迎。
鲁菜版的宫保鸡丁更多采用鸡腿肉。为了更好地突出宫保鸡丁的口感，鲁菜还添加了笋丁或者马蹄丁。宫保鸡丁的做法和川菜做法大致相同，但是更注重急火爆炒，目的是保留鸡丁的鲜嫩。
贵州菜版的宫保鸡丁用的是糍粑辣椒，和川菜、鲁菜版本不一样。贵州版宫保鸡丁咸辣略带酸甜，酸辣是贵州菜区别川菜的重要标志之一。
宫保鸡丁在传入华北以及东北后，当地会加以黄瓜或胡萝卜以调整其原本过辣的口感，不过也因为蔬菜的水分使得菜色风味全然不同。

## 大千子雞
張大千居加拿大期間，曾按自己喜好改變宮保雞丁的做法，並傳授當地廚師，廚師將之命名為「大千子雞」，以茲紀念。大千子雞與宮保雞丁不同之處，是使用經細工去皮、出骨、剔膜的雞腿肉，以乾辣椒、豆瓣醬為味，而且不用花生。